# عدنان الرفاعي
من أعلام حركة إصلاح التراث الإسلامي. ولد في قرية تل شهاب، محافظة درعا. تخرج من جامعة دمشق (1989)م حاملاً إجازة في الهندسة المدنية، وعُيّن بعد ذلك في وزارة الثقافة (المديرية العامة للآثار والمتاحف).]، نشر أول كتاب له سنة (1994)م،
وله مؤلفات في الفكر الإسلامي أبرزها:
- المعجزة الكبرى
- القدر
- الحق المطلق
- الحكمة المطلقة
- محطات في سبيل الحكمة
كما له عدة مناظرات وبرامج تلفزيونية، معروف بتحليله المنطقي وحجته الدامغة ومنهجه العقلاني، أغلب ما يعرضه في كتبه وبرامجه أفكار جديدة تعرض لأول مرة في العالم، يدعو إلى إعمال العقل وفهم آيات كتاب الله بتجرد وبعيدا عن الأهواء والعصبيات.
من أهم رواد الإعجاز العددي في القرآن الكريم، وله عدة نظريات واكتشافات حوله، وكتبه معززة بآلاف الأمثلة حول ذلك. يدعو إلى تنقية الروايات (عند جميع الطوائف) على معيار القرآن الكريم، ونبذ كل ما يخالفه.
يعتبر المنهج الإسلامي فوق التاريخ، ويعتبر أن سبب تفرق الأمة ووهنها هو تركها للمنهج الذي أراده الله في كتابه الكريم، واتباعها للعصبيات الطائفية والمذهبية التي أنتجها التاريخ على حساب القرآن الكريم. رفض عدة أفكار تعتبر أصيلة في الفكر الإسلامي الموروث، مثل أحكام العبيد وملك اليمين والناسخ والمنسوخ والخروج من النار واحتكار الخلاص وغيرها.

## حياته المهنية
البرنامج التليفزيوني المعروف بالمعجزة الكبرى بجزئية الأول والثاني
والذي قدم فيه المهندس عدنان الرفاعي فكره فيما يتعلق بالكثير من المسائل التي قد يكون التراث الإسلامي قد تناولها بطريقة خاطئه. وقد تناول الجزء الثاني من المعجزة الكبرى فكر المهندس عدنان فيما يتعلق بالمعجزة العددية في القرآن الكريم. جميع الحلقات الكاملة متوفرة في الموقع
في سبيل الحكمة
وهو برنامج تليفزيوني دار فيه حوار مع المهندس عدنان على مدى ثلاثين حلقة حول العديد من تفاصيل المسائل التي قدم فيها رؤيته حول السنة النبوية وموافقتها أو تعارضها مع بعض النصوص القرآنية. كما أنه يوجد بعض اللقاءت التليفزيونية أو المناظرات مع معارضي ما جاء به المهندس عدنان من فكر.

## مؤلفاته
```
وله عدة مؤلفات في الفكر الإسلامي أبرزها:
```

- المعجزة الكبرى
- القدر
- الحق المطلق
- الحكمة المطلقة
- محطات في سبيل الحكمة

## اقرأ أيضاً
- حركة إصلاح التراث الإسلامي
- جمال البنا
- أحمد عبده ماهر
- إسلام بحيري